# Hymenophyllum blumeanum
Hymenophyllum blumeanum är en hinnbräkenväxtart som beskrevs av Kurt Sprengel.
Hymenophyllum blumeanum ingår i släktet Hymenophyllum och familjen Hymenophyllaceae. Utöver nominatformen finns också underarten Hymenophyllum blumeanum mossambicense.